# Arctostaphylos densiflora
Arctostaphylos densiflora là một loài thực vật có hoa trong họ Thạch nam. Loài này được M.S.Baker mô tả khoa học đầu tiên năm 1932.